# Bertsolari

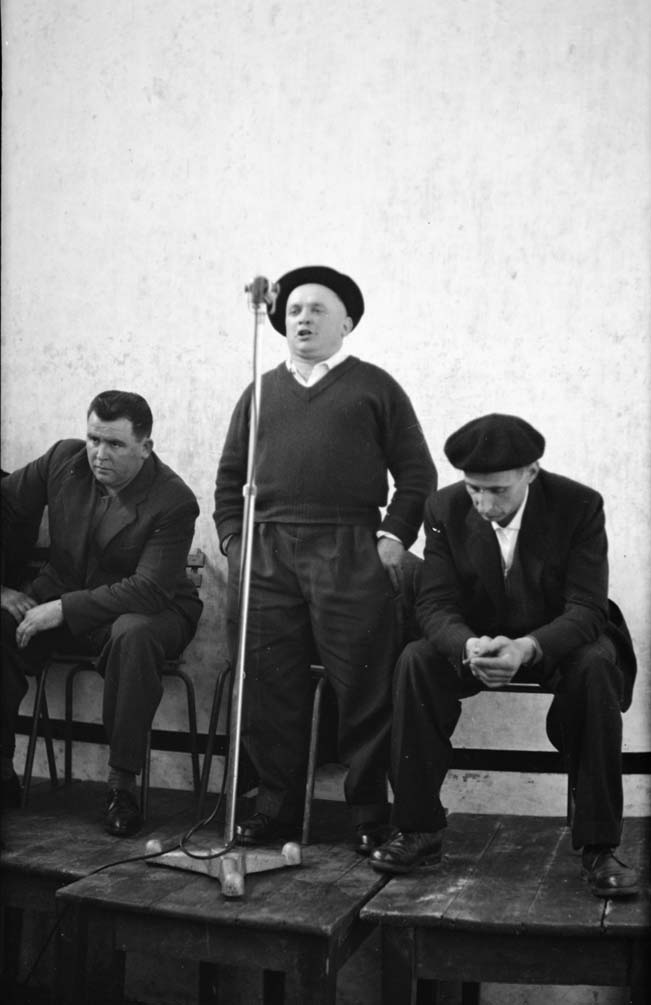
Mattin (Mattin Treku Inhargue, 1916-1981) improvisant versos a Sara en 1960.

Bertsolari (plural bertsolariak, del basc versificador) són els que es dediquen a compondre, cantar i/o improvisar versos en basc (bertsoak). Els bertsolariak improvisen al moment els seus versos seguint unes regles de rima i mètrica concretes.

## El bertsolari com a subjecte actiu de la poesia oral
El bertsolari és considerat «subjecte actiu de la poesia oral», encara que d'altres autors com Bernardo Atxaga ho expressen d'una altra manera:
| « | Tot i que prefereixo aquesta definició, la del bertsolari com a parlant especial, no puc deixar de banda unes altres que l'equiparen al poeta popular o a un autor de la literatura oral; un autor capaç d'una elaboració artística a la qual —essent l'estrofa una improvisació— la invenció, la disposició dels elements i l'expressió es realitza simultàniament. | » |

## Tasca del bertsolari
El poeta i estudiós del bertsolarisme Juan Mari Lekuona, nebot de Manuel de Lekuona, va descriure la tasca del poeta de la següent manera:

## Història
Manuel de Lekuona, en el congrés d'Eusko Ikaskuntza a Bergara en 1930, amb el seu conegut discurs va portar l'origen del bertsolarisme fins al Neolític, sent els primers bertsolaris els pastors euskalduns del Neolític, costum d'improvisació que mantindrien encara en la Planada Alabesa fins a finals del segle xix. Encara que la majoria de les aportacions dels Lekuona, oncle i nebot, han conservat la seva vigència fins al dia d'avui, alguns han entès que la referència a l'origen neolític del bertsolarisme és una exageració sense base documentada.

## Bertsolaris
| N.   | Nom i llinatges      | Origen   | M.   |
| ---- | -------------------- | -------- | ---- |
| 1979 | Jon Barberena Ibarra | Elizondo | 2019 |

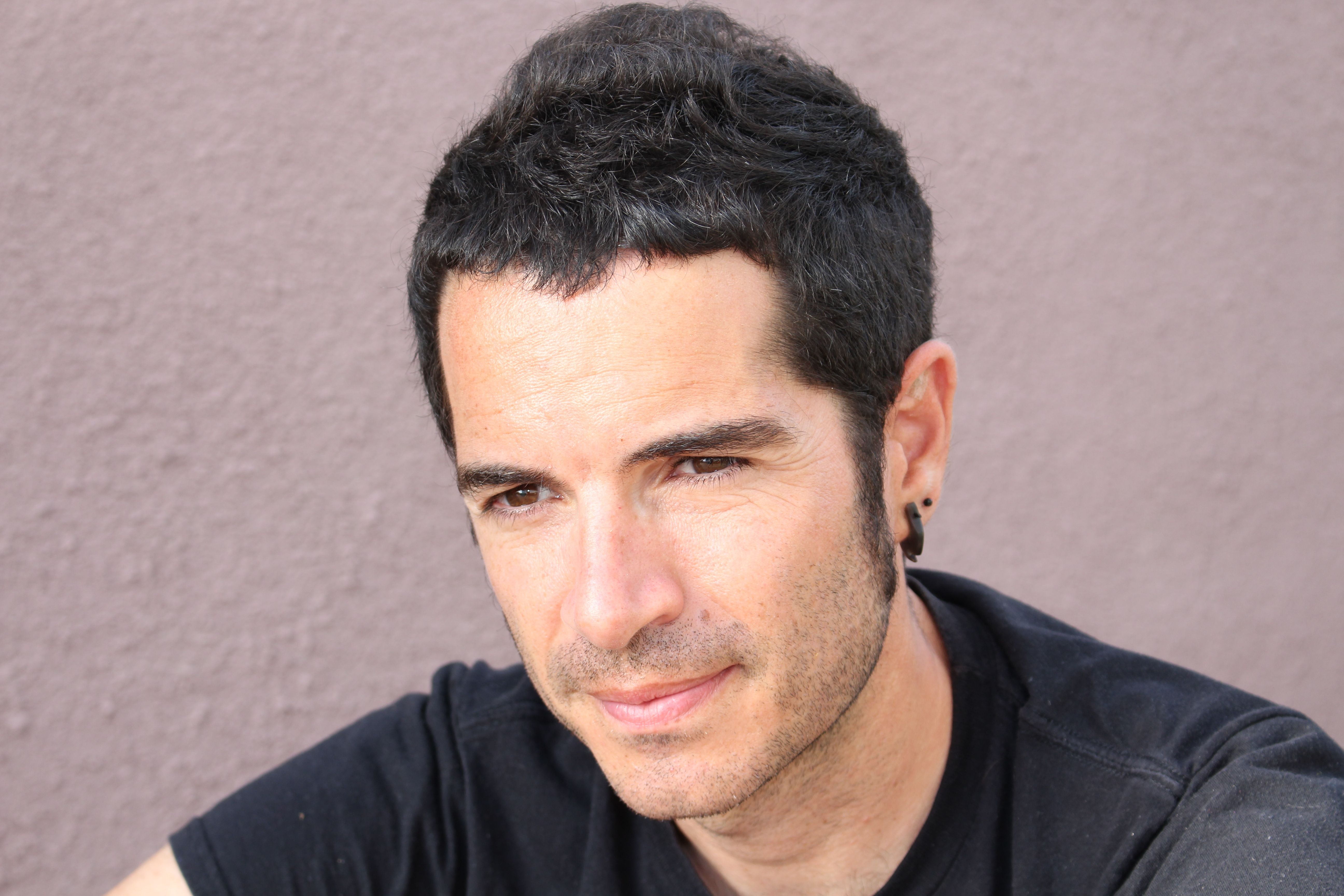
Jon Barberena

- Txirrita
- Etxahun
- Bilintx
- Pedro Mari Otaño
- Uztapide
- Basarri
- Xabier Euzkitze
- Andoni Egaña
- Xabier Amuriza
- Jon Martin
- Unai Iturriaga
- Igor Elorza
- Jon Maia
- Maialen Lujanbio
- Onintza Enbeita
- Aitor Mendiluze
- Amets Arzallus
- Angel Mari Peñagarikano
- Xabier Silveira
- Agin Rezola